# لوحة مفاتيح الهاتف

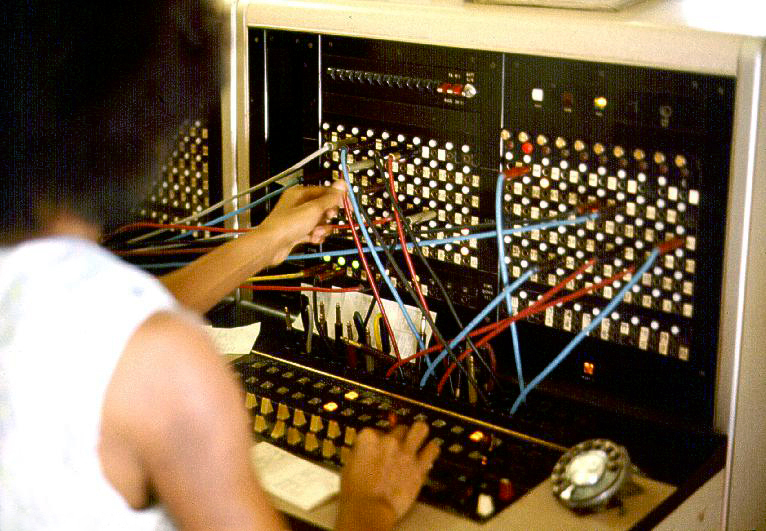

لوحة مفاتيح الهاتف (أو لوحة التبديل الهاتفي) هي منظومة للاستخدام العام. تُبدل المنظومة بين الخطوط في شبكة الهاتف أو في الشركات لربط دوائر الهاتف لإنشاء اتصالات هاتفية بين المشتركين أو المستخدمين، أو بين المقاسم الأخرى. كانت لوحة المفاتيح مكونًا أساسيًا للمقاسم الهاتفية اليدوية، وكانت تُشغل من قبل مشغلي لوحة المفاتيح الذين كانوا يستخدمون الأسلاك أو المفاتيح الكهربائية لإنشاء الاتصالات.
حل المقسم الهاتفي الكهروميكانيكي الآلي، الذي اخترعه ألمون ستراوغر في عام 1888، تدريجياً محل لوحات مفاتيح الهاتف اليدوية في المقاسم الهاتفية المركزية حول العالم. في عام 1919، تبنى نظام بيل في كندا أيضًا التبديل الآلي كتقنية مستقبلية، بعد سنوات من الاعتماد على الأنظمة اليدوية.
ومع ذلك، ظلت العديد من المقاسم الفرعية اليدوية تعمل في النصف الثاني من القرن العشرين في العديد من الشركات. أعطت الأجهزة الإلكترونية والتكنولوجيا الحاسوبية اللاحقة للمشغل إمكانية الوصول إلى العديد من الميزات. عادةً ما يكون للمقاسم الفرعية الخاصة (بّي بي إكس) في شركة ما وحدة تحكم للمشغل، أو مشغل آلي يتجاوز المشغل تمامًا.

## تاريخ
بعد اختراع الهاتف في عام 1876، كانت الهواتف الأولى تُؤجر في أزواج، وكانت مقتصرة على المحادثة بين الأطراف التي تشغل تلك الزوجين من الهواتف. سرعان ما وجد أن استخدام المقاسم المركزية أكثر فائدة من التلغراف. في يناير 1878، بدأت شركة بوسطن للإرسال الهاتفي بتوظيف الأولاد كمشغلين للهاتف. حقق الأولاد نجاحًا كبيرًا كمشغلين للتلغراف، لكن سلوكهم وقلة صبرهم وتصرفاتهم كانت غير مقبولة للاتصال الهاتفي المباشر، لذلك بدأت الشركة بتوظيف مشغلات سيدات بدلاً من ذلك. وهكذا، في 1 سبتمبر 1878، عينت شركة بوسطن للإرسال الهاتفي إيما نوت كأول امرأة عاملة كمشغلة. عادةً ما تُركب لوحة المفاتيح في المدن الصغيرة في منزل المشغل حتى يتمكن من الرد على المكالمات على مدار الساعة. في عام 1894، قامت شركة نيو إنجلاند للهاتف والتلغراف بتركيب أول لوحة مفاتيح تعمل بالبطارية في 9 يناير في ليكسينغتون ماساتشوستس.
كانت تُركب لوحات المفاتيح الأولى في المدن الكبيرة عادةً من الأرض إلى السقف من أجل السماح للمشغلين بالوصول إلى جميع الخطوط في المقسم. كان المشغلون من الصبية يستخدمون سلمًا لوصل المقابس العليا. في أواخر تسعينيات القرن التاسع عشر، فشل هذا الإجراء في مواكبة العدد المتزايد من الخطوط، وابتكر ميلو كيلوغ لوحات المفاتيح المتعددة المقسمة لكي يعمل المشغلون معًا، مع وجود فريق على «اللوحة أ» وآخر على «اللوحة ب». كان المشغلون تقريبًا دائمًا من النساء حتى أوائل السبعينيات من القرن العشرين، عندما عادوا لتوظيف الرجال مرة أخرى. غالبًا ما يُشار إلى لوحات مفاتيح الأسلاك «بألواح الأسلاك» من قبل موظفي شركة الهاتف. أدى التحويل إلى لوحة التبديل وإلى أنظمة التبديل الآلية الأخرى إلى إلغاء الحاجة أولاً إلى عامل التشغيل على «اللوحة ب» ثم بعد ذلك عادةً بسنوات عامل «اللوحة أ». ظلت لوحات المفاتيح في الريف والضواحي في معظمها صغيرة وبسيطة. في كثير من الحالات، عرف العملاء مشغلهم بالاسم.
مع تحويل المقاسم الهاتفية إلى خدمة (الاتصال الهاتفي) الآلي، استمرت لوحات المفاتيح في خدمة أغراض متخصصة. قبل ظهور مكالمات الاتصال المباشر لمسافات بعيدة، كان المشترك يحتاج إلى الاتصال بمشغل مكالمات المسافات البعيدة لإجراء مكالمة هاتفية. في المدن الكبيرة، غالبًا ما كان هناك رقم خاص، مثل 112، والذي عن طريقه يمكن الاتصال بمشغل المسافات البعيدة مباشرة. في الأماكن الأخرى، يطلب المشترك من المشغل المحلي الاتصال بمشغل المسافات البعيدة.